# Lomaptera darcisi
Lomaptera darcisi är en skalbaggsart som beskrevs av Heller 1899. Lomaptera darcisi ingår i släktet Lomaptera och familjen Cetoniidae. Utöver nominatformen finns också underarten L. d. milnensis.